# Ceresium signaticolle
Ceresium signaticolle là một loài bọ cánh cứng trong họ Cerambycidae.